# Золотая акция
«Золотая акция» — это условное наименование корпоративного права, принадлежащего государственному или муниципальному образованию, являющемуся акционером акционерного общества. Служит для государственного контроля за приватизируемым предприятием. «Золотая акция» получила распространение и сыграла немаловажную роль в приватизации государственных предприятий в европейских странах. Широко применяется в практике приватизации Великобритании, Франции, Италии, Сенегала, Малайзии. В компаниях с участием иностранных инвесторов она, как правило, не дает права на участие в голосовании, но предоставляет государству возможность утверждать или накладывать вето на изменение положений устава.

## В России
В Российской Федерации понятие «золотая акция» впервые было определено в Указе Президента РФ от 16 ноября 1992 года № 1392 «О мерах по реализации промышленной политики при приватизации государственных предприятий». Позже в Указе Президента РФ от 24 декабря 1993 года № 2284 «О государственной программе приватизации государственных и муниципальных предприятий в Российской Федерации» было отмечено, что правительство РФ и Госкомимущество РФ вправе принимать решения о замене пакетов акций, закрепленных в федеральную собственность, на «золотую акцию».
Согласно п.1 ст. 38 ФЗ «О приватизации государственного и муниципального имущества» от 21 декабря 2001 года № 178 правительство Российской Федерации и органы государственной власти субъектов Российской Федерации могут принимать решения об использовании специального права («золотая акция») на участие Российской Федерации и субъектов Российской Федерации в управлении публичными акционерными обществами. Решение об использовании специального права («золотой акции») может быть принято при приватизации имущественных комплексов унитарных предприятий или при принятии решения об исключении открытого акционерного общества из перечня стратегических акционерных обществ независимо от количества акций, находящихся в государственной собственности.